# Petite rivière Pot au Beurre
Pour les articles homonymes, voir Beurre (homonymie) et Rivière Pot au Beurre.
La Petite rivière Pot au Beurre est un tributaire de la rivière Pot au Beurre. Elle coule vers le nord dans les municipalités de Saint-Robert et de Yamaska dans la municipalité régionale de comté (MRC) Pierre-De Saurel, dans la région administrative de la Montérégie, sur la Rive-Sud du fleuve Saint-Laurent, au Québec, Canada.

## Géographie
Les principaux bassins versants voisins de la Petite rivière Pot-au-Beurre sont:
- Côté nord: rivière Yamaska, lac Saint-Pierre;
- Côté est: rivière Yamaska, Le Petit Chenail;
- Côté sud: décharge des Dix de Sainte-Sophie;
- Côté ouest: rivière Bellevue, rivière Pot au Beurre, rivière Richelieu.

La Petite rivière Pot au Beurre tire sa source en zone agricole à 1,7 km (en ligne directe) au nord du village de Saint-Robert, en Montérégie.
À partir de sa source, le cours de la Petite rivière Pot au Beurre descend 8,8 km vers le nord en zone agricole, puis en zone de marais en fin de parcours, avec une dénivellation de 8 m, selon les segments suivants:
- 3,4 km vers le nord en zone agricole formant de très petits serpentins jusqu'à la route 132 (route Marie-Victorin), soit à 1,0 km à l'ouest du hameau Picoudi;
- 5,4 km vers le nord d'abord en zone agricole, puis en zone de marais, jusqu'à son embouchure.

La "Petite rivière Pot au Beurre" se déverse en zone de marais sur la rive sud-est de la rivière Pot au Beurre, à 4,9 km en amont de la confluence de cette dernière avec la rivière Yamaska.

## Toponymie
Ce toponyme est lié à la rivière Pot au Beurre dont il est un affluent. Elle a aussi été déjà connue sous le nom de Troisième rivière Pot au Beurre.
Le toponyme "Petite rivière Pot-au-Beurre" a été officiellement inscrit le 28 août 1980 à la Commission de toponymie du Québec.